# Grêmio Futebol 7
O Grêmio Futebol 7 é um clube de futebol 7 sediado na cidade de Porto Alegre, capital do estado do Rio Grande do Sul, mas treina e manda seus jogos em Gramado.

## História
No começo de 2020, o CEO do clube de futebol 7 BFC, Fernando Matos, junto ao Grêmio, anunciaram acordo e investimento para jogarem a Copa do Brasil de futebol 7 daquele ano.
O Grêmio/BCF fez ótima campanha na Copa do Brasil, e chegou na final da competição, onde foi derrotado pela Chapecoense nos pênaltis.
No final de 2020 o Grêmio aceitou o acordo de licenciamento de marca para Fernando Matos, assim criando o Grêmio Futebol 7.
Em outubro, o clube ganhou grande visibilidade ao anunciar a contratação de Falcão, jogador eleito pela FIFA o melhor jogador de futsal do mundo quatro vezes, e considerado o melhor jogador da modalidade da história.
Em dezembro, o tricolor chegou na final da Liga das Américas após derrotar o Corinthians por 2-0 na semifinal, assim conquistando vaga para o mundial e indo pela sua primeira vez na história para a final da competição. E em maio de 2021, na final, o Grêmio venceu por 5-1 a equipe do Sporting Guatemala, e se sagrou campeão da Liga das Américas 2020.
Também em maio, na disputa pela Taça Governador, o time aplicou uma goleada de 8-2 no Aldax Gaúcho, e se sagrou campeão da taça.
Em junho, no Campeonato Gaúcho de 2020, o Grêmio venceu o título após aplicar uma goleada de 13-2 no Jardim Bayer, na final do campeonato.
Dias após a conquista do Gauchão, o clube enfrentou o seu rival Internacional, campeão da Taça Governador 2020, na final da Recopa Gaúcha 2020. Na final, o Grêmio aplicou uma goleada de 9-1 no Internacional e foi campeão da Recopa.
Na Copa da Liga de 2021, o time enfrentou o Resenha FC na final, e após empate de 2-2 no tempo normal, o Grêmio venceu por 4-3 nos pênaltis, se sagrando campeão da liga.
Com o título da Liga das Américas 2021, o clube disputou a Recopa Sul-Americana 2021, onde acabou goleando os chilenos do Paris FC por 7-1 e conquistando o título.
Já no Mundial de Clubes de Fut7, em novembro de 2021, o tricolor passou na fase de grupos mas acabou sendo eliminado pelo Resenha FC pelo placar de 5-4 nas quartas de final da competição.
Na busca do bicampeonato Gaúcho, o Grêmio enfrentou novamente o Internacional na final do Gauchão 2021. Na partida, a equipe tricolor goleou seu rival por 6-2 , assim conseguindo o Campeonato Gaúcho pela segunda vez consecutiva.
Com a conquista da Taça Governador e do Campeonato Gaúcho, o Grêmio foi automaticamente campeão da Recopa Gaúcha.[carece de fontes?]
Em dezembro de 2021, patrocinadores decidiram realocar gastos e encerrar o contrato que permite o licenciamento de marca do Grêmio, assim fechando o projeto de futebol 7.
Entretanto, em janeiro de 2023, um novo acordo entre o Grêmio e Fernando Matos foi feito e o Grêmio Futebol 7 voltou às atividades, com a contratação de vários ídolos do Grêmio e atletas famosos.
Entre os atletas contratados para a temporada 2023, estão, Kelvin, eleito melhor jogador de fut7 do mundo em 2021, Vassoura, eleito melhor jogador de fut7 do mundo em 2018, os ex-jogadores e ídolos de futebol do Grêmio; Maicon, Douglas, Edílson, Léo Moura e Rodrigo Mendes, Danrlei, Ânderson Polga, Luís Mário, Cláudio Pitbull, Fábio Rochemback, Paulo Roberto, Alexandre Gaúcho, e André Lima, além de Romário, campeão da Copa do Mundo FIFA de 1994 pela Seleção Brasileira, sendo também o melhor jogador da edição e eleito Melhor Jogador do Mundo pela FIFA no mesmo ano e o influenciador, Luva de Pedreiro.

## Títulos
- Liga das Américas: 2020[8]
- Recopa Sul-Americana: 2021[13]
- Copa da Liga Nacional: 2021[12]
- Copa Gramado: 2 (2023[27] e 2023[24])
- Campeonato Gaúcho: 2 (2020[10] e 2021[15])
- Recopa Gaúcha: 2 (2020[11] e 2021[28])
- Taça Governador: 2021[9]

#### Vice-campeonatos
- Campeonato Metropolitano - 2021